# George Lucki
George Lucki (ur. 11 listopada 1957) – polsko-kanadyjski psycholog pracujący w Edmonton, Alberta.

## Edukacja
W 1978 r. George Lucki ukończył studia w St. Michael’s College na Uniwersytecie w Toronto. W 1980 r. otrzymał tytuł magistra filozofii w dziedzinie psychologii i filozofii od Katolickiego Uniwersytetu Lubelskiego Lucki ukończył studia podyplomowe Master of Laws w 2016 roku.

## Nagrody i wyróżnienia
- Professional Care Award (CMHA, 2000)[1][2]
- National Distinguished Service Award (CMHA, 2002)[1][2]
- Order Skrzydła Świętego Michała (2003)[1][2]
- Kawaler – Zakon Rycerski Grobu Bożego w Jerozolimie (2007)[1][2]
- Confirmation of Hereditary Arms (Canadian Heraldic Authority, 2009)[1][2]
- Członek Towarzystwa Akademickiego Fides et Ratio (Uniwersytet Kardynała Stefana Wyszyńskiego w Warszawie, 2011)[1][2]
- Queen Elizabeth II Diamond Jubilee Medal (2012)[1][2]
- Komandor Komandorska – Zakon Rycerski Grobu Bożego w Jerozolimie (2013)[1][2]
- Fellowship of the Royal Society of Arts (2013)[1][2]
- Decoration of the Pilgrim's Shell (2015)[1][2]
- Odznaka honorowa „Zasłużony dla Kultury Polskiej” (2016)[1][2]
- Kawaler Jure Sanguinis – Święty Konstantyński Order Wojskowy Świętego Jerzego (2016)[1][2]